# Delio Lucarelli
Delio Lucarelli (ur. 24 listopada 1939 w Fano, zm. 29 stycznia 2024 w Rieti) – włoski duchowny katolicki, biskup Rieti w latach 1996-2015.
Święcenia kapłańskie otrzymał 29 czerwca 1965.
30 listopada 1996 papież Jan Paweł II mianował go biskupem diecezjalnym Rieti. Sakry biskupiej udzielił mu 6 stycznia 1997 osobiście papież. 15 maja 2015 przeszedł na emeryturę.